# Charlie Colkett
Charlie Colkett (Newham, 4 settembre 1996) è un calciatore inglese, centrocampista del Gateshead.

## Carriera

### Club
Cresciuto nei settori giovanili di Charlton e Chelsea, il 31 agosto 2016 viene ceduto in prestito al Bristol Rovers, insieme al compagno di squadra Jake Clarke-Salter. L'11 gennaio 2017 si trasferisce, sempre a titolo temporaneo, allo Swindon Town; il 6 luglio passa, in prestito annuale, al Vitesse, facendo però ritorno ai Blues nel successivo mese di gennaio.
Nel gennaio del 2019 viene ingaggiato a titolo definitivo dall'Östersund, con cui firma un contratto di tre anni e mezzo. Nel marzo 2021, a poche settimane dall'inizio del campionato, concorda con la società il fatto di potersi prendere una pausa dal calcio giocato per motivi personali. Rientra in gruppo nel mese di agosto. A fine stagione, la squadra si piazza all'ultimo posto in classifica e retrocede.
Nel gennaio del 2022 Colkett si accorda con il Cheltenham Town, squadra della terza serie inglese.

### Nazionale
Ha giocato nelle nazionali giovanili inglesi Under-16, Under-17, Under-18, Under-19 ed Under-20.

## Statistiche

### Presenze e reti nei club
Statistiche aggiornate al 31 gennaio 2018.
| Stagione        | Squadra         | Campionato      | Campionato | Campionato | Coppe nazionali | Coppe nazionali | Coppe nazionali | Coppe continentali | Coppe continentali | Coppe continentali | Altre coppe | Altre coppe | Altre coppe | Totale | Totale | Totale |
| Stagione        | Squadra         | Comp            | Pres       | Reti       | Comp            | Pres            | Reti            | Comp               | Pres               | Reti               | Comp        | Pres        | Reti        | Pres   | Reti   |        |
| --------------- | --------------- | --------------- | ---------- | ---------- | --------------- | --------------- | --------------- | ------------------ | ------------------ | ------------------ | ----------- | ----------- | ----------- | ------ | ------ | ------ |
| 2016-gen. 2017  | Bristol Rovers  | FL1             | 15         | 3          | FACup+CdL       | 0               | 0               | -                  | -                  | -                  | FLT         | 2           | 0           | 17     | 3      |        |
| gen.-giu. 2017  | Swindon Town    | FL1             | 19         | 1          | FACup+CdL       | -               | -               | -                  | -                  | -                  | FLT         | -           | -           | 19     | 1      |        |
| 2017-gen. 2018  | Vitesse         | E               | 6          | 0          | CO              | 1               | 0               | UEL                | 3                  | 0                  | SO          | 1           | 0           | 11     | 0      |        |
| Totale carriera | Totale carriera | Totale carriera | 40         | 4          |                 | 1               | 0               |                    | 3                  | 0                  |             | 3           | 0           | 47     | 4      |        |

## Palmarès

### Club

#### Competizioni giovanili
- UEFA Youth League: 2

Chelsea: 2014-2015, 2015-2016